# Panneau de signalisation temporaire directionnelle en France
En France, un panneau de signalisation temporaire directionnelle est tout panneau utilisé en signalisation directionnelle temporaire de types KC et KD, montés sur support fixe ou mobile.
Un tel panneau est dit appartenir à la catégorie TD.
On distingue également les catégories :
- SP (police permanente),
- SD (directionnelle permanente),
- TP (police temporaire).

## Types de panneaux de la catégorie
Les types de panneaux relevant de cette catégorie sont donc les suivants :
- Type KC et KD - Panneaux de signalisation temporaire